# Bajacalifornia microstoma
Bajacalifornia microstoma is een  straalvinnige vissensoort uit de familie van gladkopvissen (Alepocephalidae). De wetenschappelijke naam van de soort is voor het eerst geldig gepubliceerd in 1988 door Sazonov.